# Lago Benedetto
Il lago Benedetto è un lago artificiale posto a 1929 metri sopra il livello del mare, in val d'Avio, tributaria della val Camonica in provincia di Brescia.

## Storia
La val d'Avio è caratterizzata da numerosi laghi. Due di questi (il laghetto d'Avio e il lago d'Avio) hanno origine naturale, ma sono stati ampliati nel primo dopoguerra a scopo idroelettrico tramite la costruzione di dighe. Gli altri tre laghi, tra i quali il Lago Benedetto, furono realizzati nei decenni successivi, per potenziare la riserva d'acqua a disposizione della centrale.
La diga che sostiene il lago Benedetto, il quale prende il nome dall'ingegner Fernando Benedetto, uno dei direttori del progetto, fu costruita tra il 1935 e il 1940 immediatamente a monte del lago d'Avio. Venne così sommerso un pianoro erboso, sui quali insistevano i residui di un antico lago di origine glaciale, già descritto da Douglas William Freshfield nella sua opera Italian Alps datata 1875.
Il sistema così creato, arricchito nel secondo dopoguerra con la costruzione delle dighe del lago Pantano e del lago Venerocolo, alimentava la centrale idroelettrica di Temù, grazie a un salto altimetrico di più di 800 metri. Oggi tale centrale non è più attiva e le acque della val d'Avio alimentano la centrale di Edolo.

## Descrizione
La diga a gravità che sostiene il lago è realizzata in calcestruzzo, è alta 31 metri e lunga 322 metri al coronamento.
Il lago formato dalla diga è lungo 795, largo 580 e profondo al massimo 46 metri; ha una capacità a pieno regime di 6.960.000 metri cubi (7.710.000 metri cubi secondo altre fonti). Il colore delle sue acque è spesso grigiastro, lattiginoso: ciò è dovuto alla forte presenza di piccoli frammenti di roccia (limo) sospesi nell'acqua.

## Accessi
L'accesso al lago e alla diga può essere effettuato solo a piedi, nonostante esista una teleferica a servizio degli impianti di proprietà dell'Enel, che però non effettua servizi di trasporto di persone.
L'itinerario, contraddistinto dal segnavia numero 11 delle sezioni CAI di valle Camonica, ha inizio a Temù. Sino alla località Malga Caldea (1584 m) è una strada forestale, dal fondo decisamente sconnesso ma comunque aperta al traffico. In prossimità della malga è situato un parcheggio, dal quale si risale con stretti tornanti il gradino roccioso che separa la bassa dalla media valle, giungendo alla "palazzina", nucleo di edifici di servizio agli impianti idroelettrici, posto a 1904 m. Da lì si costeggiano, rimanendo leggermente più alti rispetto alle loro sponde, il laghetto d'Avio e il Lago d'Avio, giungendo alla diga del Lago Benedetto, a circa un'ora di cammino da Malga Caldea (due partendo da Temù).